# DeLorean Motor Company

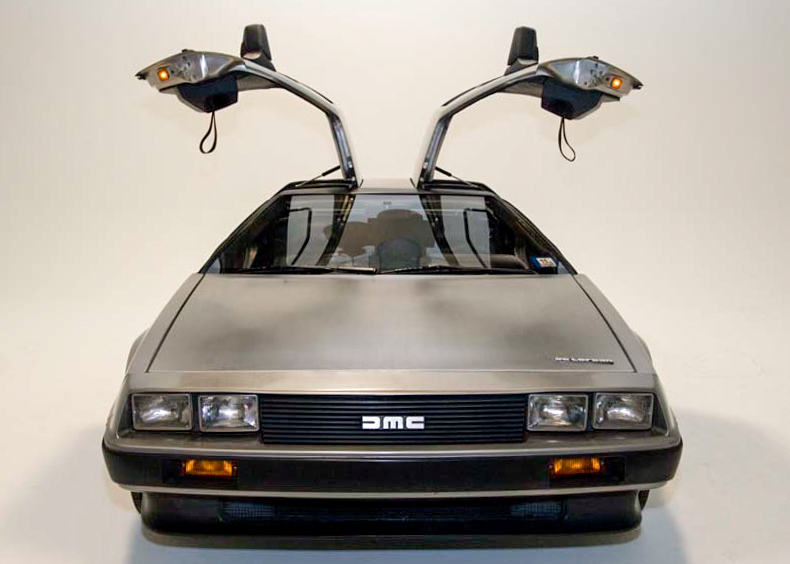
Um DMC DeLorean com as portas abertas.

A DeLorean Motor Company (DMC) original foi uma empresa automobilística estadunidense fundada pelo engenheiro John DeLorean em 1975. A companhia fabricou apenas um modelo, o DMC DeLorean, entre 1981 e 1982, ano de falência da empresa.
Apesar da sede da empresa ser em Detroit, Estados Unidos, a fábrica se localizava em Dunmurry, Irlanda do Norte (um subúrbio da capital Belfast). Seu único modelo, o DeLorean, ficou mundialmente conhecido por ter sido usado na trilogia Back to the Future (br: De volta para o Futuro — pt: Regresso ao Futuro) de 1985, 1989 e 1990, com os atores Michael J. Fox e Christopher Lloyd.

## História
John DeLorean fundou a DeLorean Motor Company em Detroit, Michigan, em 24 de outubro de 1975. DeLorean era um engenheiro muito conhecido por criar o primeiro muscle car, o Pontiac GTO, e chegou a ser a pessoa mais jovem a se tornar um executivo da General Motors. Depois de deixar a GM em abril de 1973, ele decidiu criar seu próprio carro.
Inicialmente, DeLorean planejou construir sua fábrica na República da Irlanda, mas o então Ministro da Indústria e Comércio daquele país, Desmond O'Malley, decidiu não apoiar o projeto. Um acordo em Porto Rico estava prestes a ser fechado quando DeLorean aceitou uma oferta de última hora da Industrial Development Agency da Irlanda do Norte. O governo britânico estava muito interessado em criar empregos na Irlanda do Norte para reduzir a violência nas ruas e o alto desemprego (que oscilava entre 30 e 40% em algumas localidades).[carece de fontes?]
A construção da fábrica da DMC, de 61.000 m², começou em outubro de 1978 e foi concluída em 16 meses; foi construída por Farrans McLaughlin & Harvey. Uma pista de testes também foi construída ao lado da fábrica. A empresa era oficialmente conhecida como DMCL (DeLorean Motor Company, Ltd). As instalações estavam localizadas em Dunmurry, no condado de Antrim (Irlanda do Norte). A produção do DMC DeLorean estava programada para começar em 1980, mas alguns problemas de engenharia e orçamento fizeram com que a produção começasse no início de 1981. Os trabalhadores da fábrica eram geralmente inexperientes: alguns nunca haviam trabalhado antes de entrar na empresa. Isso contribuiu para a geração de relatórios sobre problemas de qualidade dos DeLorean e o posterior estabelecimento dos QAC (Quality Assurance Centers), onde uma parte dos problemas de qualidade dos carros foram corrigidos antes de serem entregues aos concessionários. Os problemas incluíam os alternadores e a colocação dos painéis da carroçaria e das portas asa de gaivota.
A falta de demanda e os excedentes no orçamento começaram a afetar o fluxo de dinheiro da DMC no final de 1981. A empresa estimou vendas entre 10.000 e 12.000 unidades por ano, porém, dos 7.500 carros produzidos em 1981 havia vendido apenas 3.000. Em resposta ao déficit da empresa, um plano de reestruturação foi elaborado onde uma nova "DeLorean Motors Holding Company" seria formada, que por sua vez teria se tornado a controladora corporativa da DMC e cada uma de suas subsidiárias: DeLorean Motor Cars Limited (fabricante), DeLorean Motor Cars of America (distribuidor nos Estados Unidos) e DeLorean Research Partnership (empresa de pesquisa e desenvolvimento). A DMC também procurou apoio financeiro, mas falhou em sua tentativa. A empresa foi à falência em 26 de outubro de 1982, poucos dias após a prisão de seu fundador e presidente, John DeLorean, sob acusação de tráfico de drogas.
Após a falência da DMC, em novembro de 1982 a empresa estadunidense Consolidated International (agora conhecida como Big Lots) comprou os carros restantes não vendidos, os carros parcialmente montados e também o estoque de peças não utilizadas que ficaram na fábrica e nos Estados Unidos. A fábrica da DMC foi fechada no final de 1982, após a última unidade do DMC DeLorean ter sido montada em 24 de dezembro daquele ano.
A fábrica da DMC acabou sendo ocupada pelo fornecedor automotivo francês Montupet, que começou a fabricar cabeças do motor de alumínio para motores de automóveis nas instalações de Dunmurry em 1989. Desde a aquisição da Montupet em 2015, a fábrica empregava mais de 600 pessoas. As instalações são atualmente operadas como Montupet UK, uma subsidiária da Linamar Corporation.

## Veículos

### Veículos de produção

#### DMC DeLorean

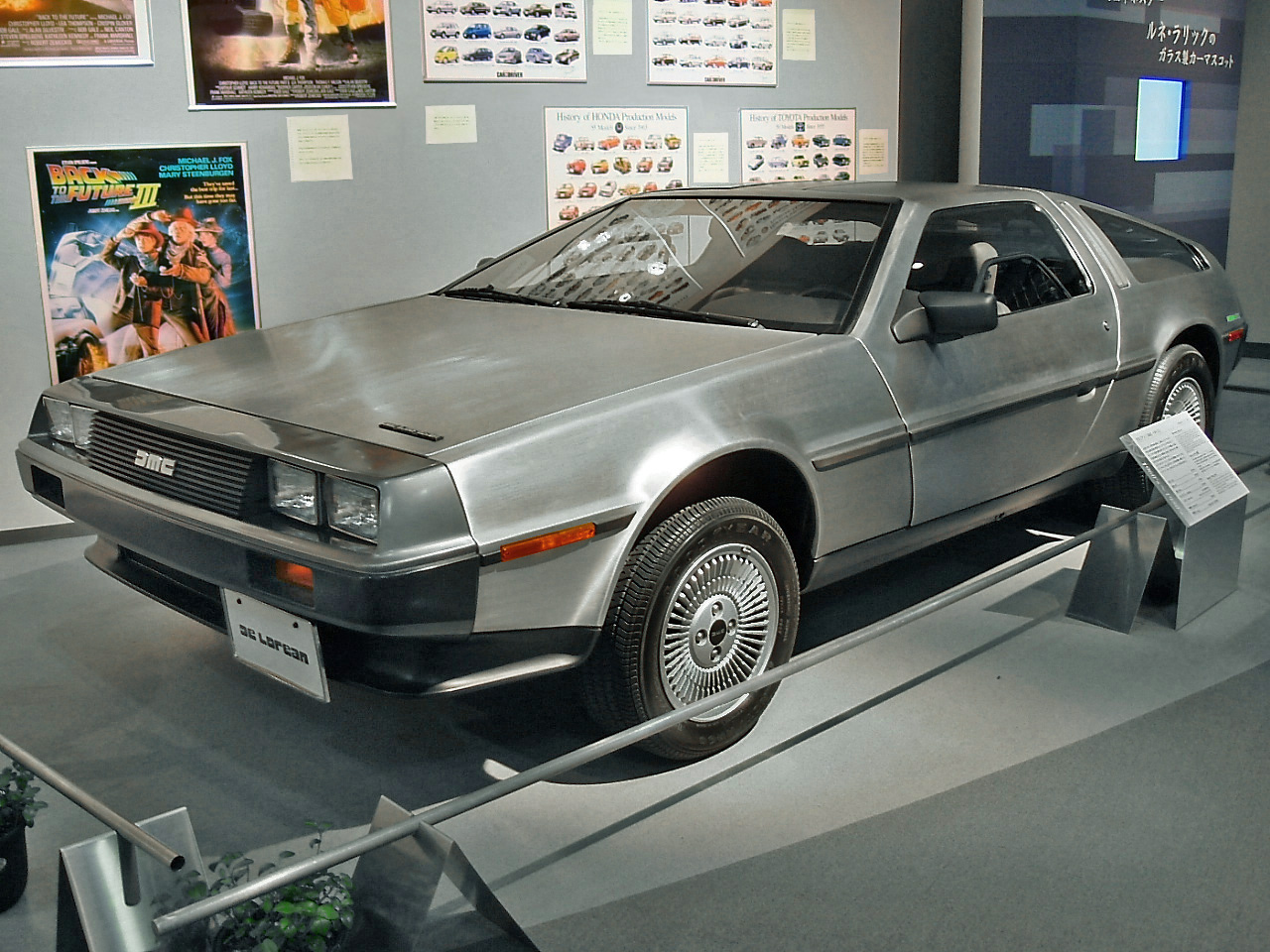
Um DMC DeLorean no museu da Toyota de Aichi (Japão).

O DMC DeLorean tinha um preço por volta de US$ 25.000 e tinha como característica as portas asa de gaivota, motor traseiro, vigia traseira em persianas (como o Lamborghini Miura e o Lancia Stratos), e a carroçaria com painéis de aço inoxidável. O interior era disponível em preto ou cinza, com bancos de couro, vidros verdes e espelhos elétricos, ar condicionado, painel completo e coluna de direção ajustável.
No conceito de John DeLorean o DMC DeLorean era o "carro ético", produzido para ter vida longa e dar muita segurança aos seus passageiros. Os painéis exteriores de aço inoxidável (oito vezes mais caro que o aço estampado comum) são fixados com parafusos, preferidos em lugar de solda, para facilitar reparos. As portas asa de gaivota foram escolhidas por motivo de segurança (têm menor tendência a se obstruir em uma colisão)[carece de fontes?] e por motivo de estética, pois davam um toque diferente ao carro. O espaço interno é amplo, reflexo direto do tamanho de seu criador, um homem de 1,93 m de altura.
O DeLorean era relativamente fácil de manter, graças a peças comuns a vários modelos do mercado europeu, encontradas sem problemas até hoje. O aço inoxidável de sua carroceria não precisa de pintura ou cera, a única preocupação eram os arranhões, elimináveis com a ajuda de uma escova de palha de aço especial.[carece de fontes?] O aço inoxidável fazia de John DeLorean um pouco parecido com Henry Ford (que não admitia outra cor para seus carros que não o preto), já que todos os carros DeLorean saíram da fábrica sem pintura. 
Foram produzidas aproximadamente 9200 unidades do DeLorean entre janeiro de 1981 e dezembro de 1982 (alguns modelos de 1982 foram vendidos como Ano/modelo 1983). Um número muito grande dos carros originais ainda está nas ruas, passados mais de 40 anos das últimas unidades fabricadas. Estima-se que cerca de 6500 carros sobreviveram, dos 9200 produzidos. Há uma comunidade muito ativa hoje em dia em torno dos carros, com clubes e proprietários apaixonados.

### Veículos conceituais

#### DMC-24
Uma versão alongada do DMC DeLorean, o DMC-24 teria sido uma versão sedã de 4 lugares, mantendo a forma e as portas asa de gaivota do DeLorean. Vários projetos foram elaborados; um projeto de 2 portas tinha as portas e a cabine esticadas para permitir a entrada, e o outro projeto tinha um conjunto separado de portas traseiras. O design de 4 portas foi produzido pela Italdesign baseado no carro conceptual Lancia Medusa. A conta para a versão da Italdesign não foi paga pela DMC, e a Italdesign o modificou para se tornar o Lamborghini Marco Polo.

#### DMC-44
Foi produzido um protótipo de veículo utilitário da DMC com estrutura de aço tubular, o DMC-44, e a empresa também produziu um vídeo promocional para atrair investidores para o projeto. Haveria duas versões; um era um off-road, e o outro era uma versão de rua.

#### DMC-80
Um autocarro da DMC, o DMC-80, foi planejado no outono de 1981, com uma variedade de transmissões e motores de 6 cilindros. A empresa produziu um folheto promocional para empresas de transporte público. O DMC-80 teria sido um autocarro alemão americanizado de piso baixo, produzido nos Estados Unidos.

## A atual DMC
Em 1995, o mecânico Stephen Wynne, de Liverpool, começou uma empresa distinta, usando a mesma designação "DeLorean Motor Company". Depois, Wynne adquiriu o estoque de peças restantes e o logotipo estilizado da marca registrada, "DMC". A atual DeLorean Motor Company está sediada em Humble, perto de Houston (Texas) e nunca esteve ligada à empresa original, mas apoia os proprietários do DeLorean. A empresa se dedica a restaurar carros DeLorean e vender peças para eles.
No final de 2008, a DMC anunciou que voltava a produzir os carros, com as mesmas características (motor, câmbio, medidas etc). A empresa também iniciou um pacote de customização e uma opção de motor mais potente. Porém, até agora a empresa não conseguiu fabricar novos DeLorean em série, principalmente porque o número de peças em estoque é limitado e não encontrou um fornecedor de motores.